# Traude Dierdorf
Traude Dierdorf (Áustria, 17 de novembro de 1947 - Áustria, 1 de janeiro de 2021) foi um político austríaco.

## Biografia
Traude Dierdorf esteve envolvida no sindicato juvenil do SPÖ e tornou-se representante da equipa na câmara municipal de Wiener Neustadt. Em 1980 foi eleita vereadora local pela primeira vez, e foi promovida a vice-prefeita em 1993. Em 1997 foi eleita primeira prefeita de Wiener Neustadt e assim permaneceu até 2005, quando renunciou por motivos de saúde.
Dierdorf morreu no dia 1 de janeiro de 2021, aos 73 anos.